# Apfelallee 2 (München)

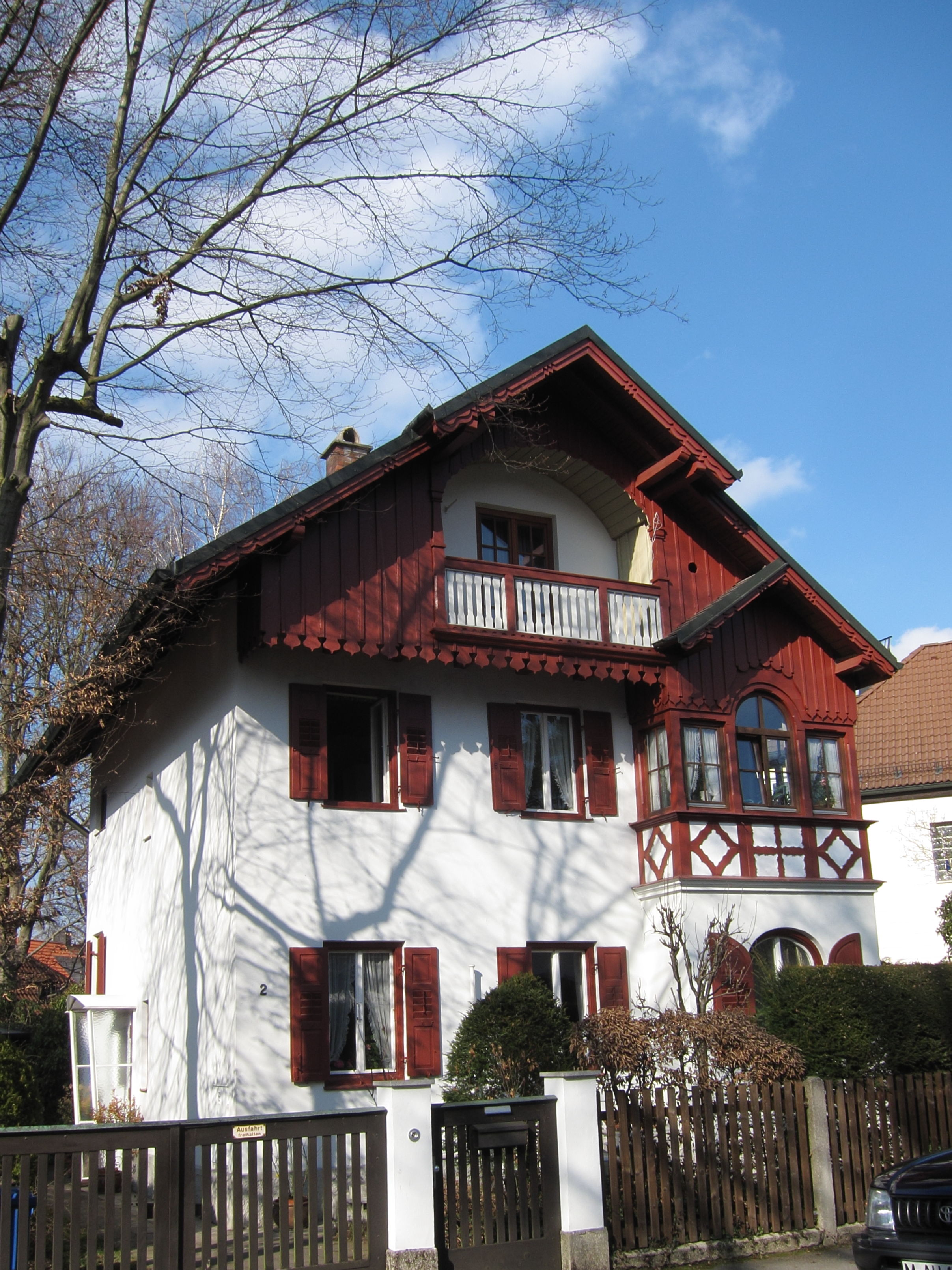
Haus Apfelallee 2 im Stadtteil Obermenzing von München

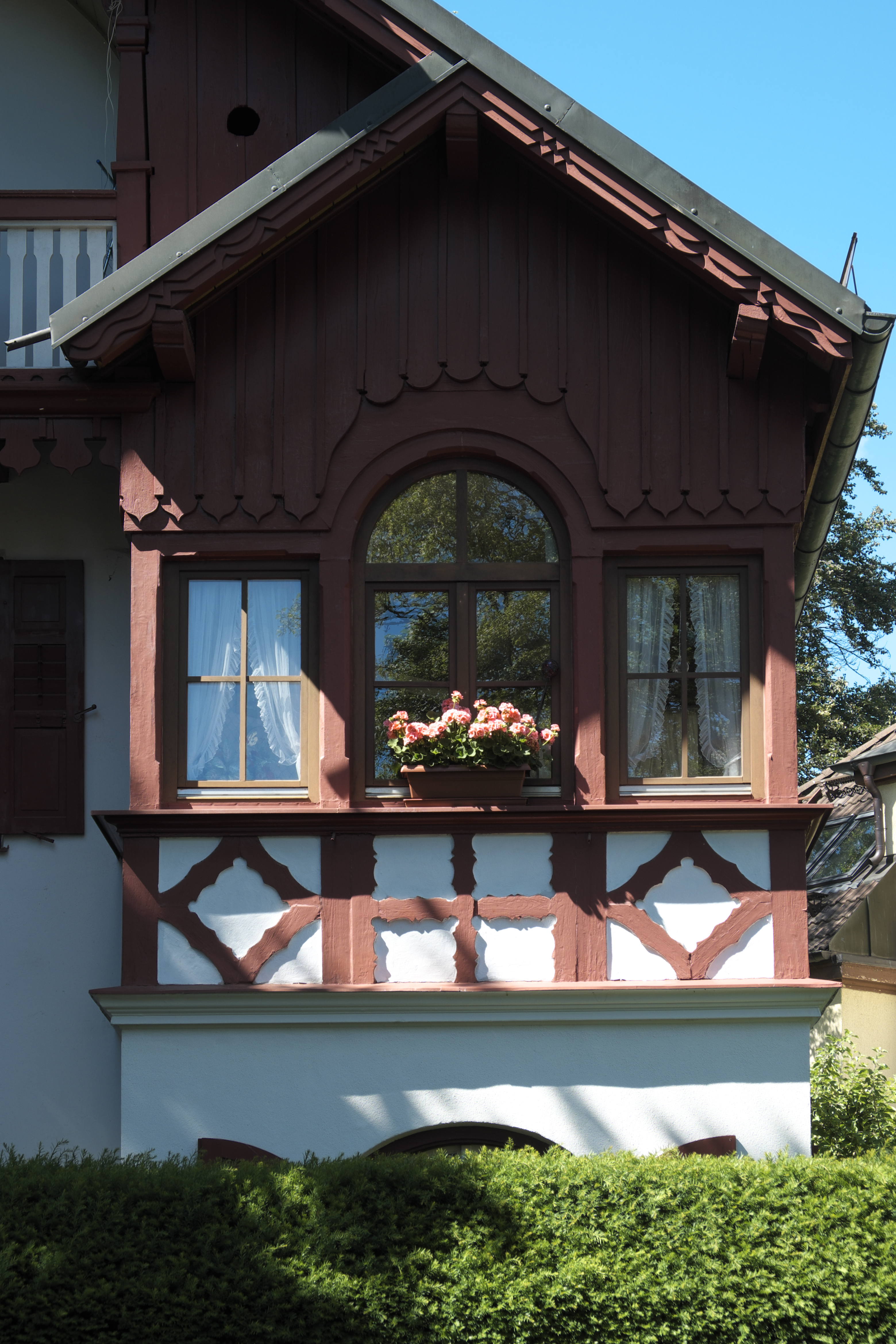
Erker

Das Gebäude Apfelallee 2 im Stadtteil Obermenzing der bayerischen Landeshauptstadt München wurde um 1900 errichtet. Die Villa in der Apfelallee ist ein geschütztes Baudenkmal.

## Beschreibung
Der zweigeschossige Bau mit einer Balkonnische an der Giebelseite besitzt einen seitlichen Erker. Die Villa ist ein typisches Beispiel des heimischen Landhausstils mit hölzernen Bauteilen der Villenkolonie Pasing II.